# 下阿普沙

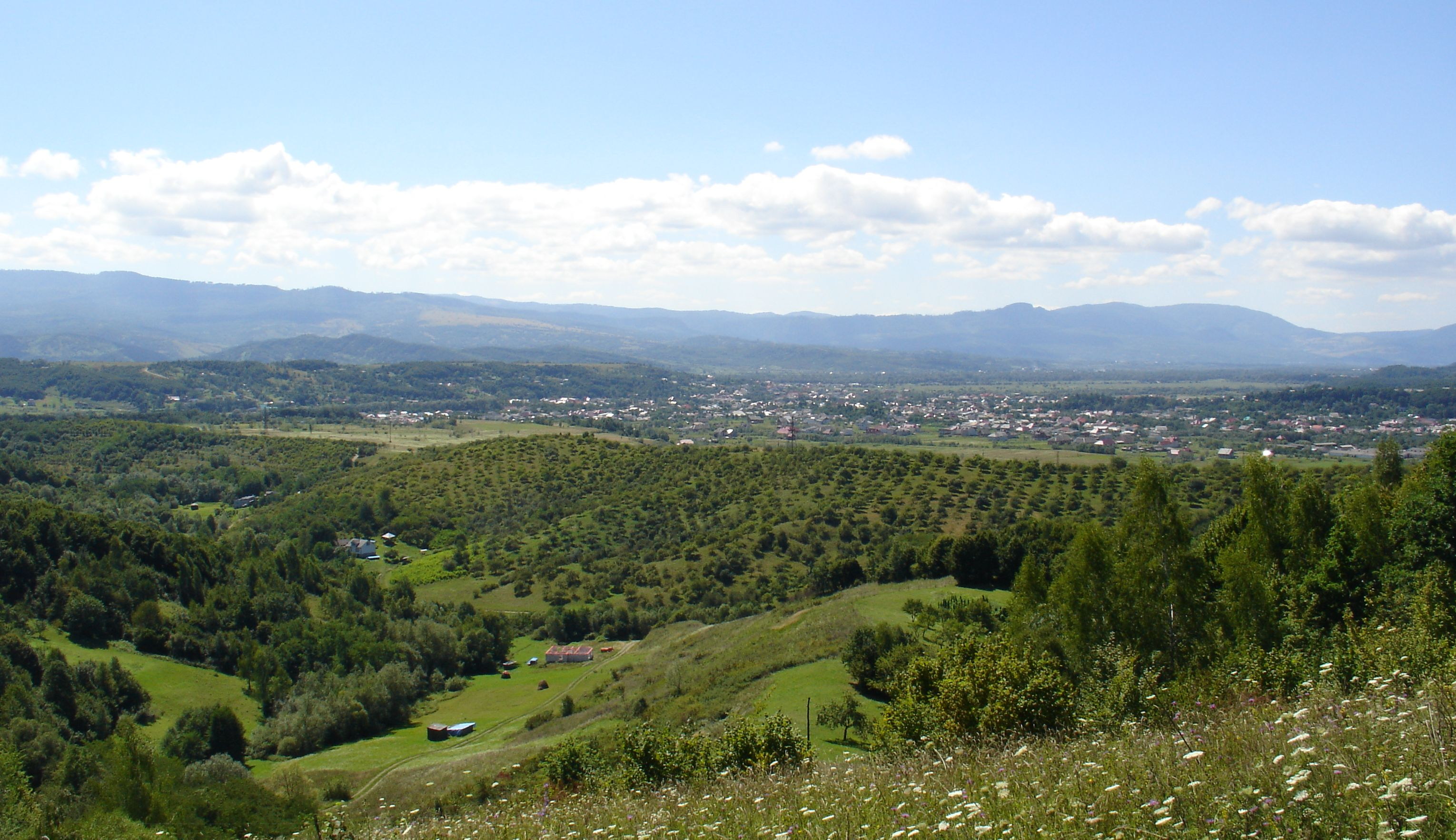

47°59′51″N 23°50′18″E / 47.99750°N 23.83833°E
下阿普沙（烏克蘭語：Ни́жня А́пша；至2004年舊名季布羅瓦）是烏克蘭的村落，位於該國西部外喀爾巴阡州，由佳切夫區負責管轄，處於阿普什齊亞河畔，始建於1380年，面積30平方公里，海拔高度251米，2001年人口7,227，97.69%人口為羅馬尼亞人。